# The Grudge (2020)
The Grudge (prt: The Grudge: Maldição; bra: O Grito) é um filme de terror americano, escrito e dirigido por Nicolas Pesce, e produzido por Sam Raimi, Robert Tapert e Taka Ichise. É um reboot da refilmagem americana de 2004 do filme de terror japonês Ju-On (ambos dirigidos por Takashi Shimizu), é estrelado por Andrea Riseborough, Demián Bichir, John Cho, Betty Gilpin, Lin Shaye e Jacki Weaver, e é a quarta parte da série The Grudge. Os eventos do filme acontecem ao mesmo tempo que os do filme de 2004.
Uma sequência foi anunciada em 2011, com data de lançamento de 2013 ou 2014. Em março de 2014, foi anunciado oficialmente que um reboot estava em desenvolvimento, com Buhler para escrever o roteiro. Em julho de 2017, o cineasta Nicolas Pesce foi contratado para reescrever, com base no roteiro de Buhler, e para dirigir o filme. As filmagens começaram em em 7 de maio de 2018, em Winnipeg, Manitoba, e sendo finalizadas em 23 de junho de 2018.
Em outubro de 2019, o primeiro trailer foi divulgado. O filme foi lançado nos Estados Unidos em 3 de janeiro de 2020, pela Sony Pictures Entertainment. Nos países lusófonos, como em Portugal foi lançado em 1 de janeiro e no Brasil foi lançado em 13 de fevereiro de 2020.

## Elenco
- Andrea Riseborough como detetive Muldoon[17]
- Demián Bichir como detetive Goodman[18]
- John Cho como Peter Spencer[19]
- Betty Gilpin como Nina Spencer[20]
- Lin Shaye como Faith Matheson[21]
- Jacki Weaver como Lorna Moody[20]
- Frankie Faison como William Matheson[20]
- William Sadler como detetive Wilson[20]
- Tara Westwood como Fiona Landers[10]
- David Lawrence Brown como Sam Landers
- Zoe Fish como Melinda Landers
- Junko Bailey como Kayako Saeki
- Nancy Sorel como agente Cole
- Stephanie Sy como Amnio Nurse
- Joel Marsh Garland como detetive Grecco
- Robin Ruel como Dr. Friedman
- Bradley Sawatzky como oficial Michaels